# Freddie Steele (pugile)
Frederick Earle Burgett, meglio conosciuto come Freddie Steele (Seattle, 18 dicembre 1912 – Aberdeen (Washington), 22 agosto 1984), è stato un pugile e attore statunitense.
La International Boxing Hall of Fame lo ha riconosciuto fra i più grandi pugili di ogni tempo.

## La carriera
Divenuto professionista giovanissimo, nel 1926, fu un ottimo pugile e potente colpitore, perdendo solo due incontri nei primi dieci anni di attività.
Fu campione del mondo dal 1936, quando tolse il titolo a Eddie "Babe" Risko, fino al 26 luglio 1938, quando lo perdette contro Al Hostak, in un discusso incontro arbitrato da Jack Dempsey, che terminò subito con un KO al 1º round. I 35 000 spettatori presenti al Civic Stadium di Seattle assistettero a 4 atterramenti consecutivi, prima della fine del round. Alcuni osservatori di bordo ring accusarono Steele di tenere le braccia basse per cercare di essere messo KO al 1º round, come in effetti avvenne. Uno sparring partner di Steele affermò, tuttavia, che questi era impedito da una costola fratturata, che lo costringeva a combattere con la guardia abbassata a protezione del tronco.
Nel corso della carriera sconfisse altri campioni quali Ceferino Garcia, Vince Dundee, Gorilla Jones, Ken Overlin, Solly Krieger.
Incontrò anche Fred Apostoli in due match memorabili, vincendo il primo e perdendo il secondo, il 7 gennaio 1938, per KOT al 9º round.

## Vita dopo la boxe
Steele partecipò come controfigura o attore caratterista a vari film hollywoodiani degli anni quaranta, tra cui possono essere citati Il sentiero della gloria (1942), con Errol Flynn, la commedia Evviva il nostro eroe (1944), diretta da Preston Sturges, e il film bellico I forzati della gloria (1945) di William Wellman, in cui interpretò il ruolo del sergente Steve Warnicki.
Negli anni cinquanta Steele abbandonò Hollywood e aprì un ristorante con la propria moglie Helen a Westport, nello stato di Washington, che gestì per oltre vent'anni, finché fu costretto ad abbandonare il lavoro a causa dell'aggravarsi delle sue condizioni di salute.
Fu colpito da un infarto nel 1980 e morì nel 1984 in una casa di riposo.

## Filmografia parziale
- Il sentiero della gloria (Gentleman Jim), regia di Raoul Walsh (1942)
- Evviva il nostro eroe (Hail the Conquering Hero), regia di Preston Sturges (1944)
- I forzati della gloria (Stoy of G.I. Joe), regia di William A. Wellman (1945)
- L'angelo nero (Black Angel), regia di Roy William Neill (1946)
- Morirai a mezzanotte (Desperate), regia di Anthony Mann (1947)
- Scandalo internazionale (A Foreign Affair), regia di Billy Wilder (1948)
- Labbra avvelenate (Race Street), regia di Edwin L. Marin (1948)
- Gong fatale (Whiplash), regia di Lewis Seiler (1948)

## Doppiatori italiani
- Stefano Sibaldi in I forzati della gloria
- Gualtiero De Angelis in L'angelo nero